# Hayo Bensdorp

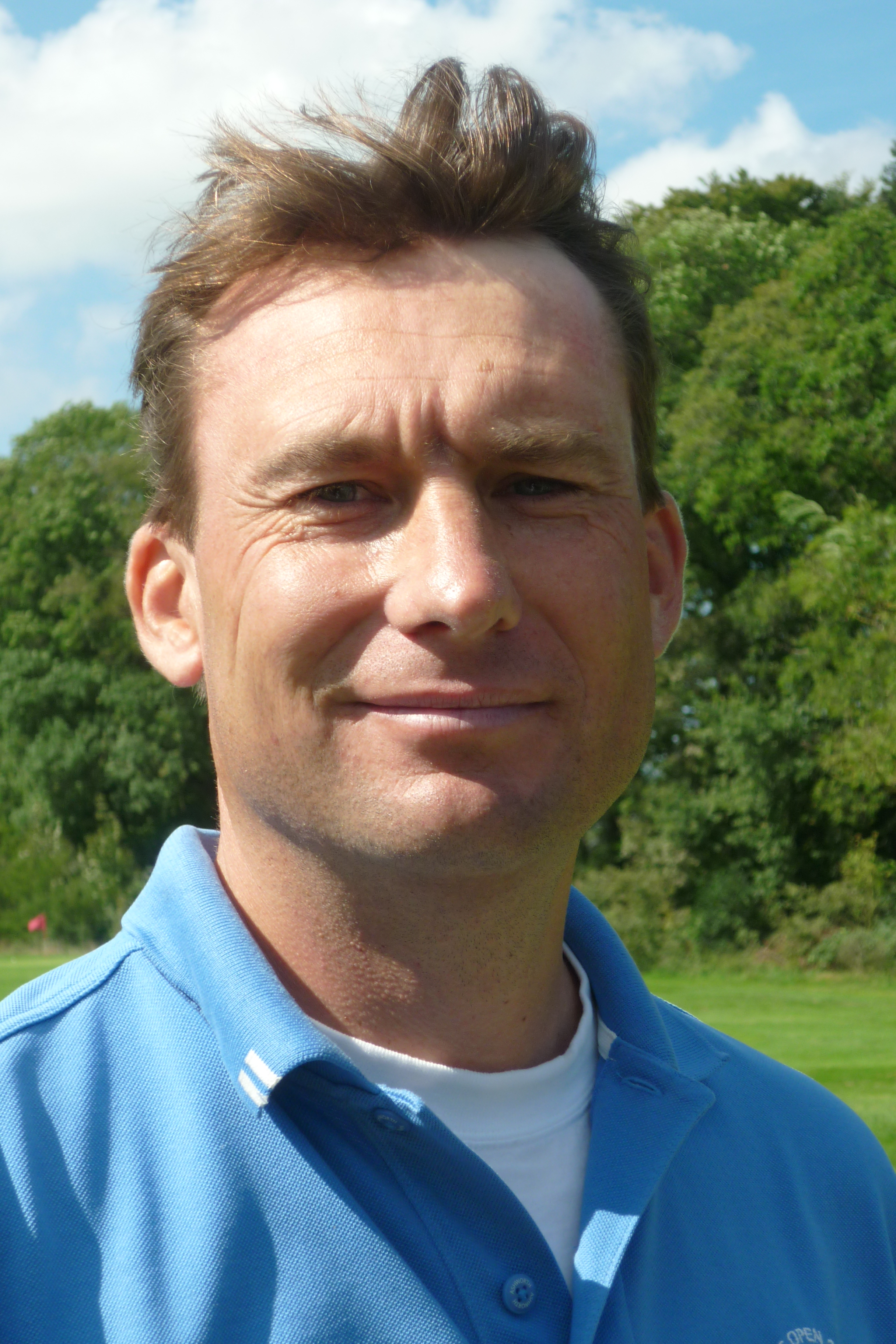
Hayo Bensdorp, Twente Cup 2010

Hayo Bensdorp (Naarden, 1968) is een Nederlandse golfprofessional en een bondscoach van de Nederlandse Golf Federatie.

## Loopbaan
In 1997 won Bensdorp het NK Foursome met Stephane Lovey. In 1997 en 1998 speelde hij op de European Challenge Tour met als beste resultaten een achtste plaats op het Nigeriaans Open en een negende plaats op het Kenya Open. In 1998 speelde hij in Nieuw-Zeeland mee in de World Cup samen met Ruben Wechgelaer. Het jaar daarna won hij het NK Matchplay op Geijsteren. Van 2002 tot en met 2004 speelde hij op de EPD Tour.
In september 2007 volgde Bensdorp John Vingoe op als bondscoach van de Nederlandse Golf Federatie. Hij is onder meer de coach van Reinier Saxton.